# Liv (TV-kanal)
Liv (förkortning av lifestyle, inspiraatio, viihde) är en finsk reklamfinansierad TV-kanal. Sanoma Media Finland Oy och Nelonen Media qnsvarar för kanalens verksamhet.
Liv är inriktad på lifestyle-program, främst avsedda för kvinnor. Kanalen visar program från morgon till midnatt.